# Maḩmūdābād-e Gāvkol
Maḩmūdābād-e Gāvkol (persiska: محمودآبادگاوکل, Maḩmūdābād) är en ort i Iran.   Den ligger i provinsen Kermanshah, i den nordvästra delen av landet, 400 km väster om huvudstaden Teheran. Maḩmūdābād-e Gāvkol ligger 1 293 meter över havet och antalet invånare är 338.
Terrängen runt Maḩmūdābād-e Gāvkol är varierad.Runt Maḩmūdābād-e Gāvkol är det ganska tätbefolkat, med 58 invånare per kvadratkilometer. Närmaste större samhälle är Şaḩneh, 11,6 km öster om Maḩmūdābād-e Gāvkol. Omgivningarna runt Maḩmūdābād-e Gāvkol är i huvudsak ett öppet busklandskap.